# Спаський (присілок)
Спа́ський (рос. Спасский, марій. Спасский) — присілок у складі Совєтського району Марій Ел, Росія. Входить до складу Михайловського сільського поселення.

## Населення
Населення — 16 осіб (2010; 25 у 2002).
Національний склад (станом на 2002 рік):
- марі — 100 %